# Makwate
Makwate è un villaggio del Botswana situato nel distretto Centrale, sottodistretto di Mahalapye. Il villaggio, secondo il censimento del 2011, conta 1.611 abitanti.

## Località
Nel territorio del villaggio sono presenti le seguenti 7 località:
- Kiti di 1 abitante,
- Lengwele di 40 abitanti,
- Lephane di 3 abitanti,
- Mhikwe di 61 abitanti,
- Mmamokokane di 57 abitanti,
- Mogami di 19 abitanti,
- Monyaneng di 10 abitanti